# Alexander Brandon
Alexander Brandon, noto anche con lo pseudonimo di Siren (Cleveland, 1974), è un musicista e compositore statunitense.
Ha composto musica tracker principalmente per videogiochi prodotti da Epic Games e altri giochi che si basano sulla loro tecnologia: Unreal, Unreal Tournament, Deus Ex, Tyrian e Jazz Jackrabbit 2.
Alla fine degli anni novanta lavorò in diversi gruppi musicali che componevano colonne sonore in formato MOD, tra cui Kosmic Free Music Foundation.
Brandon è stato Audio Director presso la compagnia di sviluppo di giochi Obsidian Entertainment.. Dal febbraio 2009 lavora con Heatwave Interactive.

## Soprannomi
Nella sua carriera di compositore di musica tracker, Alex ha assunto vari soprannomi: nel 1995 firmava la sua musica con il nome "Chromatic Dragon", alla fine dello stesso anno cambiò il nome in "Siren", nella metà del 1996 cambiò il nome in "Sandman" (lavorando con la Kosmic Foundation), e alla fine del 1996 cambiò il nome ancora in "Siren".
Vi sono altri due o tre musicisti tracker che usano il soprannome Sandman indipendentemente.

## Discografia
- AtmosphereS: Cultures (con Dan Gardopée)
- AtmosphereS: Dreams (con George Sanger)
- AtmosphereS: Moods (con Dan Gardopée)
- AtmosphereS: Pulses (con Dan Gardopée)
- AtmosphereS: Rhythms (con George Sanger)
- Era's End[2] (con Bryan Rudge)
- Earthscape
- Violet Eclectic

## Libri
- Audio for Games: Planning, Process, and Production, New Riders, 2004, ISBN 978-0735714137.